# Ciśnienie magnetyczne
Ciśnienie magnetyczne – energia zgromadzona w polu magnetycznym przeciwdziałająca zmniejszeniu objętości plazmy, czyli wywołująca w plazmie efekt identyczny do ciśnienia wewnętrznego. Wielkość tę wprowadzono przez analogię do fizycznego ciśnienia, jakie wywiera gaz w wyniku zgromadzonej w jego cząstkach energii kinetycznej.
Pojęcie to jest używane w magnetohydrodynamice, szczególnie przy analizie zachowania plazmy w ciałach niebieskich i ich magnetosferach.
W wyniku oddziaływania zjonizowanych cząstek plazmy z polem magnetycznym plazma znajdująca się w polu magnetycznym zachowuje się tak, jakby pole magnetyczne generowało dodatkowe ciśnienie, określone (w układzie SI) wzorem:
{\displaystyle p_{B}={\frac {B^{2}}{2\mu }},}
gdzie:
- {\displaystyle B} – indukcja magnetyczna
- {\displaystyle \mu } – przenikalność magnetyczna ośrodka.

Istnieniu ciśnienia magnetycznego w plazmie odpowiadają inne zjawiska zachodzące w ciałach stałych przewodzących prąd elektryczny (wytwarzający pole magnetyczne), na przykład w zwojnicach elektromagnesów na przewód działa siła zwrócona na zewnątrz zwojnicy (w bardzo silnych elektromagnesach zdarza się rozerwanie ich uzwojeń).